# کیم شین روک
کیم شین روک (کره‌ای: 김신록؛ زادهٔ ۲۴ مارس ۱۹۸۱) بازیگر اهل کره جنوبی است. او به خاطر ایفای نقش مکمل در مجموعه‌های تلویزیونی سال ۲۰۲۱، فراتر از شیطان، عازم جهنم و یک روز معمولی شناخته می‌شود.

## فیلم‌شناسی

### فیلم
| سال  | عنوان              | نقش     | منابع |
| ---- | ------------------ | ------- | ----- |
| ۲۰۰۵ | قوانین قرار گذاشتن | معلم ۱  |       |
| ۲۰۰۸ | دیمر               | دا اون  |       |
| ۲۰۱۸ | سوزاندن            | شین روک |       |

### مجموعه تلویزیونی
| سال  | عنوان                         | نقش          | توضیحات      | منابع |
| ---- | ----------------------------- | ------------ | ------------ | ----- |
| ۲۰۲۰ | نفرین شده                     | سوک هی       |              |       |
| ۲۰۲۱ | فراتر از شیطان                | اوه جی هوا   |              | [ ۱ ] |
| ۲۰۲۲ | اگه آرزوتو بگی                | هه جین       | حضور افتخاری | [ ۲ ] |
| ۲۰۲۲ | تولد دوباره در خانواده پولدار | جین هوا یونگ |              | [ ۳ ] |
| ۲۰۲۳ | روز آدم‌ربایی                  | سو هه سون    |              | [ ۴ ] |
| ۲۰۲۴ | ملکه اشک                      | هیون سوک     | حضور افتخاری | [ ۵ ] |

### مجموعه اینترنتی
| سال        | عنوان         | نقش          | توضیحات | منابع         |
| ---------- | ------------- | ------------ | ------- | ------------- |
| ۲۰۲۱–اکنون | عازم جهنم     | پارک جونگ جا | فصل ۱–۲ | [ ۶ ]         |
| ۲۰۲۱       | یک روز معمولی | آن ته هی     |         | [ ۷ ]         |
| ۲۰۲۳       | محرک          | یو وون گیو   |         | [ ۸ ]         |
| ۲۰۲۳       | کارآگاه سایه  | یون یون هیون | فصل ۲   | [ ۹ ]         |
| ۲۰۲۳       | خانه شیرین    | Chief Ji     | فصل ۲   | [ ۱۰ ] [ ۱۱ ] |